# Gora Kirilova
Gora Kirilova (englische Transkription von russisch Гора Кирилова Gora Kirilowa) ist ein Nunatak in der antarktischen Ross Dependency. In der Queen Elizabeth Range ragt er südöstlich des Nottarp-Gletschers auf.
Russische Wissenschaftler benannten ihn. Der Namensgeber ist nicht überliefert.